# Javier Sólo
Javier Sólo, nombre artístico de Xavier Segura Guerrero (Tarrasa, 12 de julio de 1975), es un cantante, guitarrista  y compositor español de música pop y rock.

## Trayectoria
Empieza a actuar en 2005 con el nombre Javier Sólo y Sus Malas Costumbres para impulsar proyectos socioculturales de cooperación con África. En 2012 se establece en Lérida para compaginar su carrera musical con los estudios del grado en Educación Social.
En 2014 graba Amores en la cola del paro  y en 2016, junto con Imprudentes, presenta el disco Parece mentira. Tras la disolución de la banda empieza su carrera en solitario y publica el disco Mejor Sólo y bien acompañado ( Temps Record, 2018). En el proyecto colaboran 43 artistas, entre ellos el cantante Litus, Lichis y Daniel Higiénico.
En 2018 funda el grupo La Banda del Vecino, con el que realiza una gira y edita un nuevo trabajo, titulado Un buzo en el espacio (Rock Estatal Records, 2019), producido por Dani Ferrer de Love of Lesbian . En 2020 publica Cuando mi alma es un cancionero, tu cara es un poema, un libro que repasa los quince años de su trayectoria musical acompañado de un CD con 17 temas inéditos, remasterizados, nuevas mezclas y rarezas.
En 2021 lanza un EP en acústico producido por Ricardo Marín titulado La revolución de los corazones sin planchar, y en 2022 el LP titulado Un buzo en América, producido por Carlos Narea y con las colaboraciones de Jenny and the Mexicats, Los Daniels, Fernando Madina (de Reincidentes ), Rebeca Jiménez, Miguel Ángel Escrivá (de Santero y Los Muchachos) y Nacho Taboada.En 2024 edita el LP titulado El astronauta que soñaba con estrellas de mar grabado entre España, México y Argentina. 

## Discografía
- Amores en la cola del paro (2014)
- Parece mentira (2016)
- Mejor Sólo y bien acompañado (2018)
- Un buzo en el espacio (2019)
- Cuando mi alma es un cancionero, tú cara es un poema (libro + disco, 2020)
- La revolución de los corazones sin planchar (2021)
- Un buzo en América (2022)
- El astronauta que soñaba con estrellas de mar (2024)